# 사가담 FK
사가담 FK(투르크멘어: Şagadam futbol kluby)는 사가담을 연고로 하는 투르크메니스탄의 축구단이다. 현재 요카리 리가에 참가하고 있다.

## 우승
- 요카리 리가 (1): 2002
- 투르크메니스탄컵 (2): 2007, 2021